# Viatka
|  | Per a altres significats, vegeu «Vyatka». |

República de Viatka fou un antic govern de la Rússia Oriental, autònom des del 1991 i avui molt reduït de la seva primitiva extensió. La seva capital té el mateix nom (Viatka), però entre el 1934 el 2008 rebé el nom (Kírov), nom del dirigent comunista Serguei Kírov nascut en aquesta capital. Degut a les moltes variacions que ha sofert Viatka en un principi tractarem aquest arxiu com estava constituït l'any 1914, -menys el nombre d'habitants - consignant al final la seva actualització. En el primer concepte està limitat al nord pel govern de Vólogda, a l'est pel de Perm, al sud pels d'Ufà i de Kazan i a l'oest pels de Nijegorod i de Kostromà. En la seva forma més compacta pot dir-se que s'aproxima molt a la d'un triangle de 574 k°. de SO. à NE., per 512k° de NO. à SE. La seva superfície és d'uns 153.658 k². i la seva població s'eleva a uns 441.000 h. La capital Vyatka, es troba al NO.

## Orografia
Viatka és una plana, solcada per valls fluvials i sembrada arreu de turons, dispersos de forma irregular sense arribar a formar serralades en els sistemes, ni direccions definides. Pel de més, el nombre de cotes d'altura és fins avui, molt poc considerable en el govern de Viatka, per a poder obtenir una idea clara del relleu del país. Així, doncs, molt temps fou considerada com la més alta la regió central, i molt particularment el lloc on la carretera de Viatka a Nolinsk troba el curs del Suna (afluent esquerra del riu Viatka pel Voia): a la població de Ossinovskaia o Okunevshchina se li atribuïa una altura de 427 m. Però en el mapa hipsomètric de Tillo no s'hi troba cap cota en aquest en aquesta part Viatka. Una sèrie d'altures mitjanes travessa en aquest mapa el govern de Viatka al llarg del Cheptza (afluent esquerra del Viatka), poc més o menys en el sentit dels paral·lels.
A l'oest continua per una línia de cotes que corre per l'esquerra del Viatka, entre la confluència del Cheptza i la població de Kotelnich, per a bifurcar-se de seguida i dirigir-se per curts braços per un cantó al nord-oest, vers les fonts del Vetluga, i per un altre, a l'oest-sud-oest, per la conca de l'Alt Pijma. Un altre illot d'altures força aproximades es dibuixa completament a l'est, al llarg del riu Siva (afluent dret del riu Kama, vers la frontera del Perm. Al sud-est s'aixequen diverses cotes, a les ribes del Kama, i, per a fi, una mitja dotzena d'altures mitjanes es troben espaiades al llarg del Viatka. La plana que ocupa Viatka sembla, doncs, inclinar-se de nord a sud i d'est a oest. El nivell del Viatka en la part septentrional, a Slobodskói, es troba a 111 m. mentre a l'extrem sud, a la seva sortida del país el riu es troba només a 43 m.; per altra banda, en la part occidental de la regió recorreguda pel Cheptza, el mateix que vers la frontera oest del Viatka, l'altura mitjana no passa de 115,120 m. mentre que en la part oriental, és a dir, superior del curs del Cheptza, aquesta altura s'aproxima als 140 m. La major part de les altures més elevades es troba a l'est del país; l'illot de les cotes que s'aixequen en les ribes i a la dreta del Siva, dels quals ja se n'ha parlat, té altures de 215 m. i més. El punt culminant de Viatka s'eleva a 294 m.; aquest es troba vers les fonts d'un petit afluent a la dreta del Votka (conca del Kama pel Siva).

## Hidrografia
Salvat d'una mínima porció en l'extremitat nord, regada pel curs superior del riu Syssola (conca del Dvinà), el país pertany a la conca del Volga, pel Kama i el seu afluent dret el Viatka. El Kama, que neix en els pantans Porubskiia i Pietujovskiia, al nord-est del país, igual que el Vitka, també es dirigeix com aquell, primerament al nord-oest, sent navegable a uns 50 km. Més avall de les seves fonts; després gira sobtadament al nord-est per internar-se vers Perm, des d'on, per una enorme meandre, torna vers la frontera sud-est del Viatka, la qual continua corrent primerament al sud-est i de seguida al sud-oest. Aquest riu pertany a Viatka en uns 533 km, dels quals 213 en el seu curs superior i 320 km en la part del seu curs fronterer. El Kama rep en els límits del país (per la seva riba dreta), al Siva, que en la major part del seu curs forma el límit del Perm; a l'Ij i al Viatka:

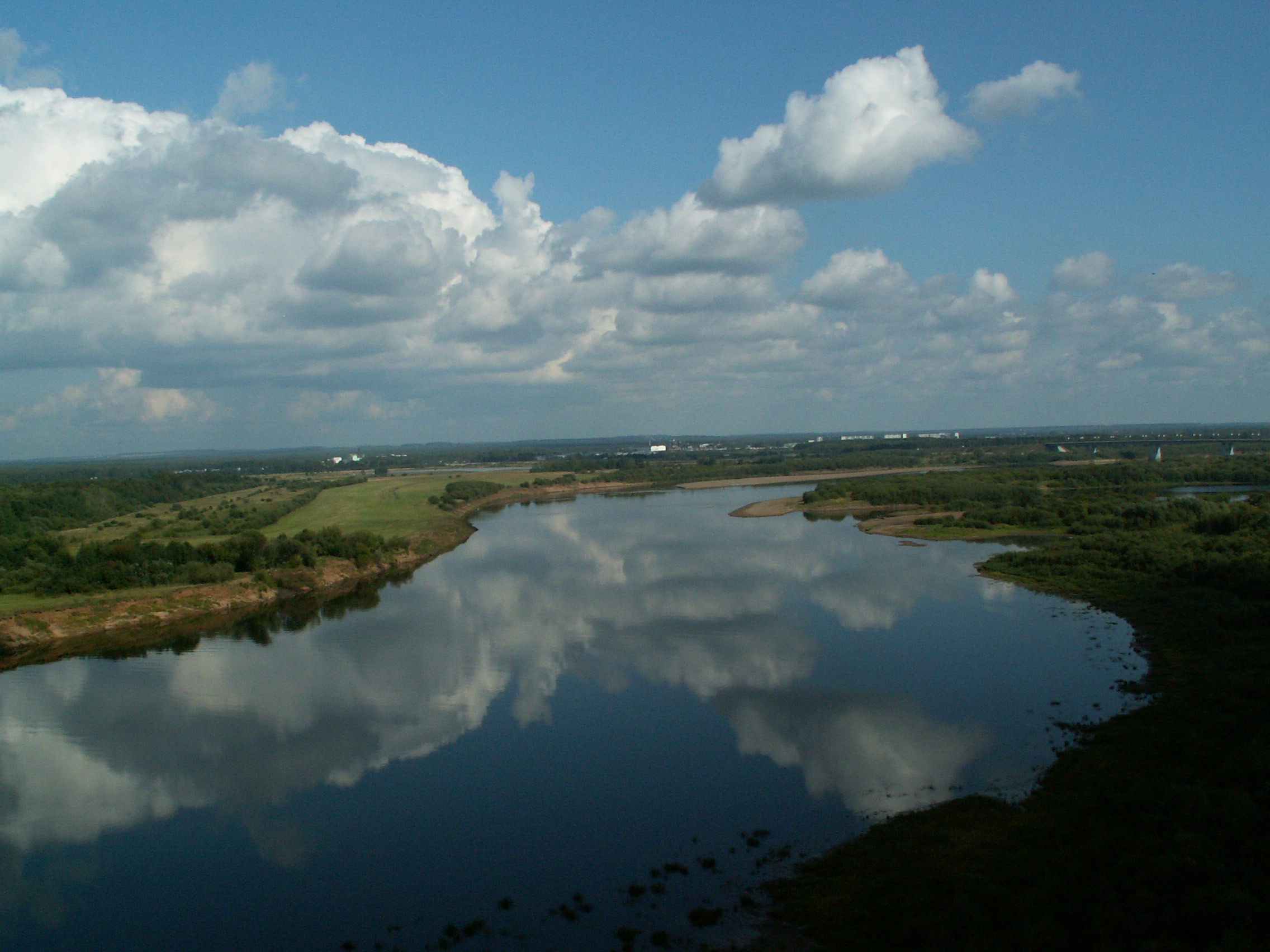
El riu Viatka als voltants de la capital

Aquest últim, nascut, en els mateixos pantans que el Kama, primerament segueix primerament vers nord-oest, un curs paral·lel al curs superior del seu riu principal, després s'inclina a l'oest i de seguida corre a grans trets al sud-oet, a l'oest, i de nou al sud-oest, i, per fi, al sud, al sud-est, per acabar en la frontera dels governs de Perm i Kazan, després d'un curs de 1.141 km. dels quals 665 són navegables.
Entre els seus afluents, els més importants són: per la dreta, el Kobra, nascut a Vólogda; per l'esquerra, el Cheptza, llarga (330 km.de curs), però no navegable i a penes flotable; per la dreta el Velikaia i el Moloma que, el mateix que el Velikaia, té les seves fonts a Vólogda; teòricament considerat com a navegable en els seus últims 95 km. No serveix tot el temps per a la conducció de balses; per la dreta el Pijma, curs d'aigua flotable, nascut a Kostromà; per l'esquerra, el Kilmez, engruixat per l'esquerra per al Vala, un riu que a vegades es considera com a major i navegable des de la confluència per la dreta de l'Ut, o sigui uns 130 km.
Els llacs són molt nombrosos, però en la seva major part només són expansions dels rius. Els més considerables: l'Urkul (11 km. de llarg per 400 m. d'ample) l'Armarik (13 km. de llarg per 600 m. d'ample), els dos, en la vall del Viatka, en territori d'Urjum. Els pantans, repartits sobretot al nord i nord-oest, ocupen grans superfícies, molt particularment als voltants de Kai, d'ací el seu nom pantans Kaisikiia, i al nord de Glazov, aquest últims anomenats pantans Porubskiia i Pietujovskiia, que donen naixement al Viatka i al Kama.

## Clima
El clima de Viatka és essencialment continental i fred, sobretot a mesura que avança vers l'est. Així, doncs, a Viatka, la temperatura mitjana anual és de +4º24, mentre que a Glazov és de +1º62. La temperatura mitjana anual hivernal és de -11º55, a Viatka, i de -14º13, a Glazov. En canvi, la temperatura estival és un xic més elevada en aquesta última població: aquesta és +18º56 a Glazov, i de +17º66, a Viatka. L'hivern és llarg i rigorós; almenys dura cinc mesos, des de mitjan novembre fins a mitjan abril, i els freds assoleixen, algunes vegades -40º. El Viatka resta pres pels gels durant uns seixanta dies. Per contra, l'estiu és curt, però molt calorós: sovint el termòmetre puja als 37º, i la vegetació es desenvolupa amb gran rapidesa.

## Productes naturals
Viatka pertany a la formació pèrmica, les roques del qual afloren, al llarg del Kama, del Viatka, del Cheptza, del Jolunitza, etc..Al nord del país aquestes roques es troben cobertes d'argiles i arenes juràssiques, que en alguns llocs travessen calcaries i esquistos bituminosos. Al nord també es troben les argiles i arenes postpliocèniques, riques en mineral de ferro que es troben en els dipòsits glacials o bé en les capes de torba d'origen recent. La principal riquesa mineral és el ferro, que s'explota, sobretot, al districte Slobodskoi i de Glazov i al districte d'Urjum; el mineral de ferro, mesclat amb el de coure, es troba també en el districte de Nolinsky i ha l'extrem sud a Ielabuga. Les calcàries es troben poc més o menys en els mateixos districtes que el ferro, amb la sola excepció que en el de Ielabuga no se'n troben i que, en canvi, en el d'Orlov se'n troben en abundància, i allà també s'explota l'alabastre. Les pedreres més importants, ensems que les més antigues, de pedra calcària i pedra molar es troben al costat del Noka, tributari a l'esquerra de l'Urjumka (conca del Viatka), i als voltants de Kukarka, en la confluència del Pijma amb el Viatka.

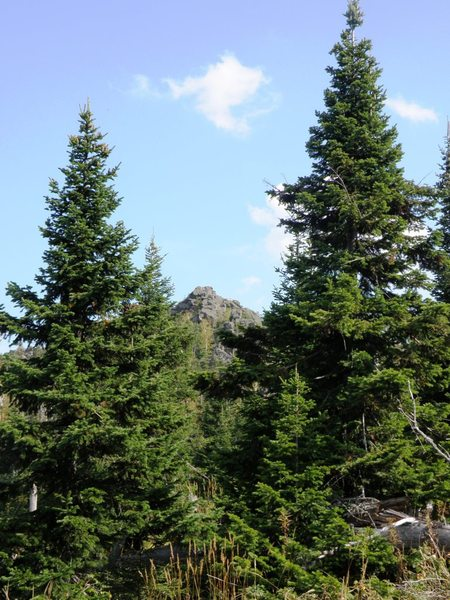
Avet siberià (Abies sibirica) molt abundant als boscos de Viatka

A l'extrem nord-est, al costat de les ribes del Kama, hi ha jaciments d'argiles refractàries. De les fonts minerals que en molta quantitat brollen en territori del país, hi ha les sulfuroses de Butyrki, districte d'Orlov, i de Kuzernbaieva, districte d'Ielabuga. El sol és força divers, però, en general, poc fèrtil. Els millors terrenys que a Viatka consisteixen en terra negra mesclada amb arena i argila, es troben al sud, sobretot al llarg del Baix Kama, del Viatka Inferior i també, del Pijma; el centre del país posseeix terres mitjanes; al nord el sol és molt ingrat, rocós, argilós-arenós, cobert de boscos, torberes i pantans. El cultiu nòmada, nomenat a foc, es trobava encara molt estès en aquesta regió septentrional a principis del segle xx, on els habitants esmotxen certa extensió de bosc calant-li foc, així cultiven el terreny aconseguit d'aquesta manera sense adobaments, fins al seu complet esgotament, abandonant-lo de seguida per començar de nou aquesta operació en una altra banda. La divisió triennal de terres domina en la resta del país, però les terres, poc fèrtils en si mateixes i mal adobades, donen molt poc producte. Arreu si sembra sègol (sent el de Sarapul molt apreciat), civada i ordi i en molta menys quantitat fajol i blat. A més, es cultiva la patata i molt particularment la fibra de cànem i el lli. El lli de les ribes del Siva gaudeix de molta fama. S'exporta molt lli a l'estranger a travçes del port d'Arkangel. L'àrea de prats i pastures és molt limitada; els millors prats es troben al llarg del Kama i en la vall del Viatka, entre Orlov i Kotelnich. Així mateix la cria del bestiar no és massa prospera. La bella raça local de cavalls, anomenada Obva o de Viatka, petita, però ràpida i incansable, degenera cada vegada més. L'apicultura assoleix un gran desenvolupament, sobretot entre els viatkès i els txeremís dels districtes de Glazov i de Sarapul; la mel de les ribes del Siva és molt estimada. Els boscos ocupen quasi la meitat del territori, amb certa preponderància de les coníferes, sobretot l'avet siberià (Abies sibirica), i el pi comú; el larix (Làrix europeu) creix en la part nord i al sud, baixa més enllà del paral·lel 57º. Els boscos de Viatka assilen encara gran nombre d'animals de ploma i pel. La caça de llebres i d'esquirols és molt productiva.

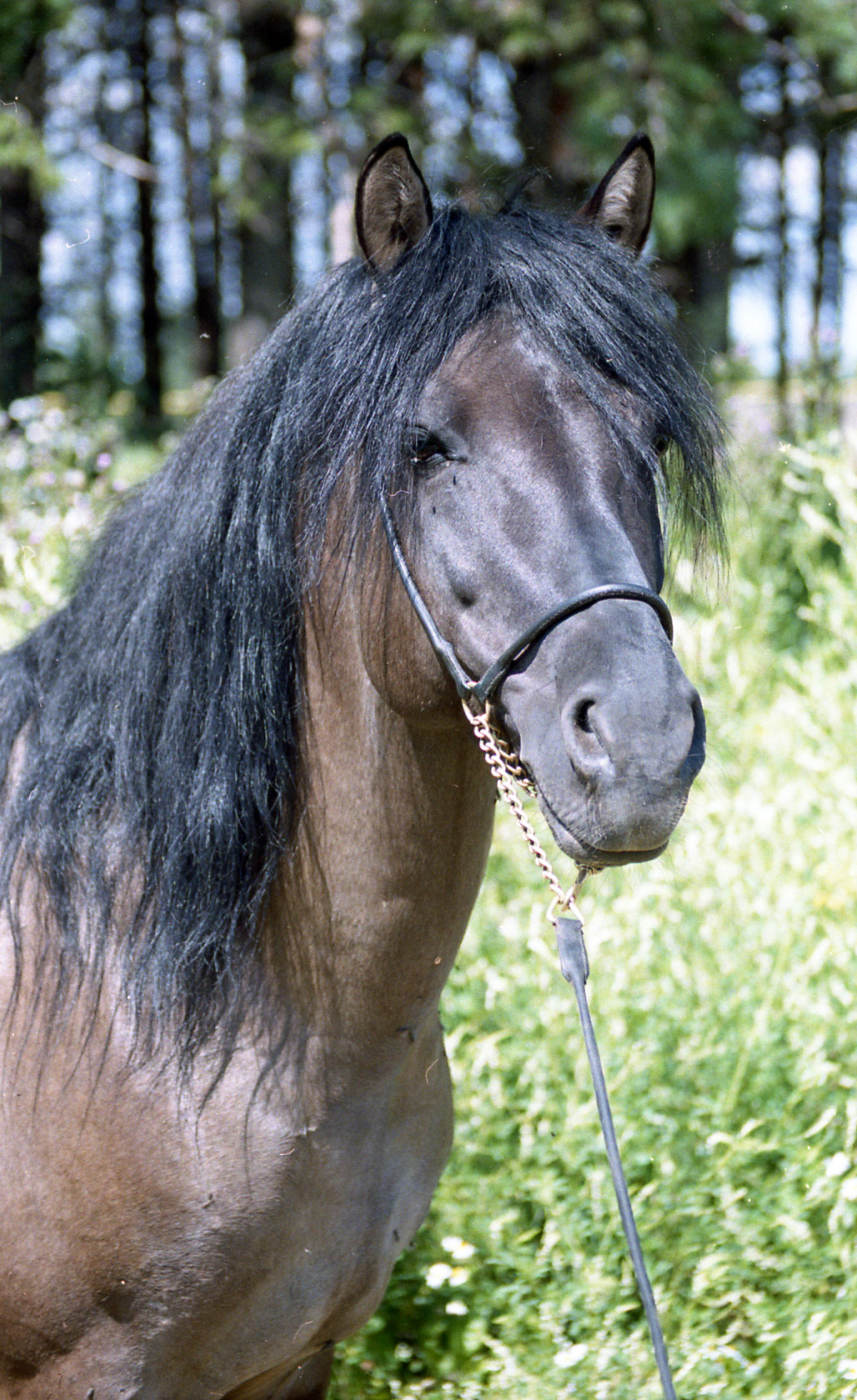
El típic cavall (Obva) de Viatka

## Industria i comerç
La petita industria després del règim comunista torna a estar desenvolupada. Les adoberies, els tallers de calçat es troben en gran nombre als districtes de Viatka, Slobodoskoi, Sarapul, Malmysh i Nolinsk. Els calçats de Sarapul s'exporten fins al Caucas, el Turquestan i Sibèria. La fàbrica de draps és particularment important en el districte d'Iaransk; Kukarka posseeix gran nombre de molins bataners. La indústria d'elaboració de la fusta també ocupa un gran nombre d'artesans. Els mobles que es fabriquen a Viatka són excel·lents i econòmics. La fabricació de caixes, culleres, sovint esculpides amb molt bon gust, de llumins, etc.es troba concentrada en els districtes de Viatka, Iebaluga, Nolinsk i Urjum. Nombrosos tallers de serralleria i ferreries es troben disseminades al redós de grans fundacions i fàbriques siderúrgiques. Les harmòniques de Viatka rivalitzen amb les de Tula. Els habitants s'ocupen en la pesca, la caça, en la fabricació de la calç i en l'extracció de pedres i argiles. Quant a la gran indústria, compta amb fassines, cerveseries i manufactures de tabac, adoberies, fàbriques de productes químics, fundacions de ferro i tallers siderúrgics, manufactures de paper, cartró, cristall i llumins.
El comerç és actiu i es troba afavorit per les vies de navegació que li ofereixen el Kama i el Viatka. Hi ha diversos ports en la primera i molts en la segona via (compresos els afluents del Viatka). L'exportació consisteix, sobretot, en cereals, cuiros, lli, teles, mel, cera, fusta i objectes d'aquest, metalls, etc.; la importació comprèn, sal, sucre, cafè, teixits diversos, peix, tabac, etc. A Viatka tenen lloc nombroses fires, de les quals la de Kotelnich és la més coneguda. El país està unit a Moscou per un ferrocarril, que envia branques a Nijegorod i vers el nord-oest.

## Fills il·lustres
- Arcady Dubensky (1890-1966) compositor i violinista.

## Població
Fins al present encara no s'ha descobert restes de l'Edat de Pedra però en les ribes del Jolunitza es descobriren destrals de bronze. Les monedes i diversos objectes de vida i de culte que les excavacions permeteren descobrir daten, sobretot, dels segles vi i x i deuen pertànyer, per una banda als búlgars del Volga i, per altra, a les antigues tribus fineses que els annals russos coneixen amb el nom de chudes. L'actual territori del país de Viatka fou antigament ocupat pels votiacs i els txeremís, als que els colons de Nóvgorod, apareguts a finals del segle xii, refusaren vers la part sud-est de Viatka, i també cap a la part nord del país de Kazan. Aquests colons, que ben aviat reberen el nom de viatxaves, es mostraren hostils amb els russos de Moscovia, les possessions dels quals atacaven sovint, aliats algunes vegades amb els tàrtars. El 1489 foren sotmesos per Ivan III, i després el país formà part de l'Estat rus. El 1708, quan la divisió de Rússia en vuit governs, Viatka fou dividida entre els governs de Sibèria i de Kazan. El 1766 formà una província dividida en sis districtes; el 1780 fou nomenada residència i el 1799 rebé el seu títol de govern. La part sud del país patí molt dels tàrtars de l'altra riba del Kama i també dels baixkirs, revoltats a principis del segle xviii. Quan la insurrecció de Pugatxov (1773-75), les regions sud i sud-est foren assolades per les quadrilles de revoltats. En el transcurs d'aquest segle tingueren lloc diverses revoltes dels serfs contra els propietaris de les fabriques, els senyors i (1832-1842) contra les autoritats locals, que imposaren de sobte el cultiu de la patata, provocant el colera dels ignorants llauradors contra aquest fruit del diable i els seus propagadors. El govern de Viatka tenia 11 districtes, les capitals dels quals eren Viatka, Glazov, Iaransk, Ielabaluga, Kotenich, Malmyj o Malmysh, Orlov, Urjum, Sarapul i Slobodskoi. Després de la revolució russa se li restaren al govern part del seu territori, sobretot a l'est (districte de Glazov), per a formar la República dels Votiacs, restant així reduïda la seva extensió a 105,533 k². Amb 2.224.792 h. el 1926. D'aquesta manera continua formant un triangle, encara més reduït, que limita al nord amb la República dels Komi o Ziriè, a l'est amb la dels Votiacs, al sud amb les de Tartària i dels txeremissos o marii i ha l'oest, amb els governs de Nijegorod i Swerodonisk (Dvina del Nord).